# Геосмін
Геосмі́н — органічна сполука з виразним землистим смаком та ароматом, синтезується низкою мікроорганізмів. Геосмін надає характерний «земляний» смак бурякам та відповідальний за запах, що виникає після дощу на суху землю та над зораним ґрунтом. Хімічно, геосмін є біциклічним спиртом (формула — C12H22O), похідною декаліну. Назва походить від грецьких слів γεω — земля та ὀσμή — запах.